# ギジェルモ・ゴロスティサ
ギジェルモ・ゴロスティサ・パレデス（Guillermo Gorostiza Paredes、1909年2月15日 - 1966年8月23日）は、スペイン・ビスカヤ県サントゥルツィ出身のサッカー選手・指導者。ポジションはフォワード、左ウイング。
アレナス・クルブ・デ・ゲチョでプロキャリアを始め、アスレティック・ビルバオでは、ラフエンテ、イララゴーリ、バタ、チッリ2世らと共に第一次期黄金期のフォワード陣を形成した。のちのバレンシアCF時代には、エピことエピファニオ・フェルナンデス、アマデオ・イバニェス、ムンド、ビセンテ・アセンシらと「電撃フォワード」陣を形成した。アスレティック・ビルバオの公式記録では256試合196得点。うちプリメーラ・ディビシオン総得点はアスレティック時代とバレンシア時代を合わせて約178得点。

## クラブ経歴

### 出生から全国デビューまで
ゴロスティサは1909年に経済的に恵まれた家庭に生まれ、父親は資格を持つ医者であった。生まれた街で初等教育を受けた後、両親によりカスティーリャ・イ・レオン州ミランダ・デ・エブロの学校へバチジェラート(高等教育留学)に出された。だがゴロスティサはその学校では悪戯っ子で問題児であり、勉強を放棄してサッカーや自由な時間を好んだ。ビスカヤ県に戻ってきたゴロスティサはセスタオにある海軍の工場で働き、そこの旋盤工のオフィスで仕事のやり方を学んだりしていた。
ゴロスティサはセスタオの街でチャバリ(Chavarrí)というクラブへ入団。最初のユースキャリアになった。このクラブには将来アスレティック・ビルバオで一緒にプレーすることになるゴールキーパーのグレゴリオ・ブラスコがいた。それからゴロスティサはビスカヤ県のゲチョに移り住んだ。この街は実家のあるサントゥルツィから川を挟んですぐ対岸にある街だったが、そこのスガサルテ(Zugazarte)に移籍、この時から左ウイングのポジションでプレーし始めた。
ほどなくアレナス・クルブ・デ・ゲチョが30ドゥロ(5ペセタ銀貨の俗称)=150ペセタを支払ってゴロスティサを獲得。入団後すぐに10試合に出場した。プロになれたにもかかわらず、わずかな期間でゴロスティサはクラブ首脳陣と対立すると、アレナスでプレーすることもビスカヤ県で暮らすこともやめて、遠くアルゼンチンの首都ブエノスアイレスにいる親戚の家で過ごした。
兵役義務のためスペインへ戻ると、ガリシア州の軍港都市フェロルで海軍に配属された。同じ勤務地には相当な実力を持ったサッカー選手も来ていたが、そのような兵役中の縁もあって除隊後にゴロスティサは同じ街のラシン・クルブ・デ・フェロルに入団した。ラシン・フェロルではガリシア州選手権を無敗で初優勝。コパ・デル・レイ1929の出場権を獲得し、全国規模の大会にデビューした。
デポルティーボ・アラベスに勝利しゴロスティサもチームの2点目を決めたことで、知名度を上げた。ラシン・フェロルはベスト16でアスレティック・ビルバオの前に敗退するが、ゴロスティサは第1戦で得点し1-1のドローに貢献。これは「インフェルニーニョ(小さな地獄)」と呼ばれるラシン・フェロルの本拠地での試合だったが、敵地での第2戦は0-4で大敗した。第1戦でゴロスティサは、相手チームのヘラルド・ビルバオ選手と知り合った。

### アスレティック・ビルバオ
ヘラルドの同僚ラモン・ラフエンテは、偶然だがミランダ・デ・エブロの街でゴロスティサと同じ学校に送られていた。彼の推薦でゴロスティサは1929年にアスレティック・ビルバオにオファーを受けた。かつて短期間で内紛を起こし退団した古巣アレナスが彼を糾弾する法的材料を持っていて、同じ県のライバルへの入団を阻むため利用するという紛争が起きたが、アスレティックが20,000ペセタの和解金支払いおよび親善試合の開催をすることで、契約締結にこぎつけた。
ゴロスティサは1929-30年シーズンからアスレティック・ビルバオの選手としてプレーし、ラフエンテ、イララゴーリ、バタ、チッリ2世、ウナムーノと共にフォワード陣を形成した。アスレティック所属中にはプリメーラ・ディビシオン優勝4回、1929-30年シーズンと1931-32年シーズンにそれぞれ12得点を決めている。
後者はマルカ紙のデータを元に分かったことである。連盟の公式記録やBDFutbolの記録ではこのシーズンのゴロスティサは9得点で、ピチーチ賞(得点王)はバタの13得点に該当する。だがRSSSFとマルカ紙Webアーカイブなど複数のメディアはゴロスティサが12得点でピチーチ賞該当者としている。
スペイン内戦は1936年から1939年まで公式のサッカー大会を中断させた。ゴロスティサは内戦初期にはビスカヤにいて、ここは当時共和国の実効支配下であった。1937年には州政府が編成したバスク代表チームに参加して、難民化したバスク人への義援金を欧州各地から募ったり、また共和国支配下のバスク州政府のプロパガンダ的な役回りもさせられた。
ゴロスティサはこのチームで当時最高レベルのバスク人選手、ルイス・レゲイロ、イシドロ・ランガラ、そして所属のアスレティック・ビルバオの同僚ホセ・イララゴーリやグレゴリオ・ブラスコと共にプレーした。バスク代表は欧州各地で親善試合ツアーを行い、それはビルバオがフランコ勢力によって陥落するまで続いた。
その後チームメイトに何も告げずにスペインへ帰国すると、ゴロスティサは反乱軍側の勢力圏に入り、当局の高官たちから寛大なもてなしを受けた。以降の彼は一転してカルリスタ(君主制復活派)となり、ナショナリスト側の人間として内戦終結まで大いにプロパガンダに利用された。同様に反乱軍・カルリスタ側へ「転向」したバスク代表選手には、ロベルト・エチェバリアがいる。

### バレンシアCFから現役引退まで
内戦後もゴロスティサの所属はアスレティック・ビルバオのままだったが、1940-1941年シーズンにはバレンシアCFに移籍した。当時31歳のベテランになっていたが、バレンシアを6シーズン連続でプリメーラに残留させた。そして1942年と1944年にはリーグを制覇し、1941年にはカップ戦でも優勝した。バレンシアCFではエピ、アマデオ、ムンド、アセンシと共に「電撃フォワード陣」を形成。プリメーラにおけるバレンシアの通算500点目のスコアラーにもなった。1945-46年シーズン限りでバレンシアを退団。プリメーラ通算得点は178である。
だがゴロスティサは、37歳という年齢にもかかわらずスパイクを脱がなかった。セグンダ・ディビシオン所属のバラカルドCFに移籍してリーグ得点王を獲得、翌年はアストゥリアス州の小クラブ、レアル・フベンシア・デ・トゥルビアに移籍し約10試合以上に出場。そしてテルセーラ・ディビシオンのCDログロニェスへ1948年に入団し、選手兼任監督として1シーズンを戦って現役を引退した。その後1951年にはサン・マメスで彼の経歴に敬意を示すイベントが行われた。

## 人物・晩年
彼は青年時代からボヘミアン的で予測不能な人生を歩んできたとされている。現役時代晩年にはアルコールに依存しており、彼自身の語ったところによればバレンシア時代には、試合前の数日間に何の音沙汰もなく失踪しては試合直前に到着したり、また酩酊した状態で試合に臨んでいた。サッカー選手として稼いだ金もあまり貯金せず、そのために40歳近くまで現役として稼がなければいけなかった。引退後には肺を病んでいた。
死去する直前にはマヌエル・スンメルス監督のドキュメンタリー・タッチの映画「壊れた玩具」の作中でインタビューを受ける形で出演した。これは世間から忘れ去られ、苦しい晩年を送っている元有名人・人気スターを取材した内容の映画であった。
1966年、ゴロスティサはビルバオのサンタ・マリーナ結核患者療養所で57歳で亡くなった。その当時はお金がほとんどなくなっており、唯一財産と呼べるもので残っていたのはバレンシアCF会長ルイス・カサノバが送った銀製の煙草入れだった。そこには彼から、「全時代を通じて世界最高の左ウイングへ」というメッセージが刻まれていた。

## スペイン代表経歴
ゴロスティサは1930年から1941年までスペイン代表に招集され、19試合出場2得点。現役当時においては代表の主力の1人であった。国際Aマッチ初キャップは1930年6月14日のチェコスロバキア戦で、チームは0-2で敗れた。スペインが初めて本大会に出場した1934 FIFAワールドカップ・イタリア大会にメンバー入り。初戦のブラジル戦(3-1)、準々決勝イタリア戦(1-1)に出場したが、イタリアとの再試合(0-1)では起用されなかった。

## タイトル

### チームタイトル
- アスレティック・ビルバオ
  - プリメーラ・ディビシオン : 4回(1929-1930、1930-1931、1933-1934、1935-1936)
  - コパ・デル・レイ : 4回(1930、1931、1932、1933)

- バレンシアCF
  - プリメーラ・ディビシオン : 2回(1941-1942、1943-1944)
  - コパ・デル・レイ : 1回(1941)

### 個人タイトル
- ピチーチ賞：2回(1929-30、1931-1932)